# Alexander Lyng
Alexander Lyng (født 26. november 2004) er en dansk fodboldspiller, der spiller offensiv midtbane for Sønderjyske Fodbold i Superligaen. 

## Klubkarriere

### Hørsholm-Usserød Idrætsklub (HUI) (#32)
Alexander Lyng startede til fodbold i HUI (Hørsholm-Usserød IK) i maj 2009 (U5) og fortsatte til juni 2018 (U14). HUI’s årgang 2004 blev betragtet som en af landets bedste og vandt mange turneringer og pokaler.
Særligt en 3. plads i verdens største turnering Gothia Cup i 2015 (U12) blev bemærket. Landsmester i indendørsfodbold i 2014 og 2015. Vinder af ABC/Salgsbutikken Cup i 2015, 2017 og 2019. Alexander modtog Årets talentpris i 2015 og 2019. 

### FC Helsingør (#32)
I juli 2018 som 13-årig skiftede Alexander til FC Helsingør Talent (U15). På hans 15 års fødselsdag den 26. november 2019 skrev han under med FC Helsingør på en 2-årig ungdomskontrakt der løb til 31. december 2021.
Han imponerede i 2020/21 sæsonen i Divisionen med 22 mål i 21 kampe for U17 og 9 mål i 8 kampe for U19.
Alexander Lyng fik sin uofficielle debut for FC Helsingørs 1. hold den 5. juli 2021 i en træningskamp mod Helsingborg IF på Olympia stadion (16 år og 221 dage).
Den 21. juli 2021 forlængede Alexander sin kontrakt med FC Helsingør med 1,5 år og blev rykket op på 1. holdet med udløb den 30. juni 2023.
Alexander Lyng’s officielle debut for FC Helsingør skete den 23. juli 2021 i den første kamp i NordicBet Ligaen (sæson 2021/22) på Helsingør stadion mod Fremad Amager (16 år og 239 dage). Yngste debutant i FC Helsingørs historie.
Alexanders første mål i NordicBet Ligaen blev sat ind i 2. spillerunde den 31. juli 2021 i udebanekampen mod Esbjerg fB på Blue Water Arena (16 år og 247 dage). Yngste målscorer i FC Helsingørs historie.
Den 20. august 2021 forlængede Alexander Lyng sin kontrakt med FC Helsingør i yderligere 1 år med udløb til den 30. juni 2024.
Alexander blev den 4. januar 2023 stemt ind af Helsingør Dagblads læsere som efterårets profil (sæson 2022/23) i FC Helsingør med over 70 procent af stemmerne.
I kampen imod Næstved BK i NordicBet Liagen den 14/25. april 2023 blev Alexander Lyng kåret til kampens spiller (Man of the Match) efter en overbevisende indsats med 2 mål og 1 assist i en kamp FC Helsingør vandt 4-2.  
Alexander endte sæsonen 2022/23 som FC Helsingørs topscorer med 10 mål og med følgende stats:
Starting eleven 77%, Minutes played 71%, Goal participation 22%.        

### Servette FC, Schweiz (#22)
Den 20. juni 2023 blev det offentliggjort, at Alexander Lyng havde indgået en 3-årig kontrakt med den schweiziske topklub Servette FC indtil den 30. juni 2026. Servette FC er beliggende i Genève og sluttede sæsonen 2022/23 på en andenplads i den schweiziske Super League. 
Alexander Lyng fik sin uofficielle debut for Servette FC den 28. juni 2023 i en træningskamp mod FC Neuchatel Xamax på Stade de Marcy.  
Alexanders første mål for Servette FC blev sat ind i det 77. minut i en træningskamp mod FC Stade Nyonnais den 30. juni 2023 i en kamp der blev vundet 1-0. 
I en træningskamp den 31. juli 2023 blev Alexander tacklet hårdt og fik et brud på syndesmosen – det ledbåndskompleks der binder skinnebenet og lægbenet sammen over ankelleddet. Det krævede mere end 7 måneders genoptræning og er en del af forklaringen på hvorfor det ikke blev til officiel debut for Servette FC. 

### Sønderjyske Fodbold (#11)
Den 29. maj 2024 blev det offentliggjort, at Alexander Lyng blev udlejet 1 år til Sønderjyske Fodbold for sæsonen 2024/25, hvor de spiller i Superligaen. Der indgår en købsoption i aftalen. 
Alexander Lyng fik sin uofficielle debut for Sønderjyske Fodbold den 29. juni 2024 i en træningskamp på udebane mod FC Midtjylland. 
Alexanders første mål for Sønderjyske Fodbold blev sat ind i det 53. minut i en træningskamp på udebane mod FC København den 16. juli 2024.
Alexander Lyng’s officielle debut for Sønderjyske Fodbold skete i 1. spillerunde den 21. juli 2024 i Superligaen (sæson 2024/25) mod Silkeborg IF på Jysk Park.
Det første mål i Superligaen blev scoret i det 78. minut til 3-1 på hjemmebane mod FC Midtjylland. Sønderjyske vandt kampen 3-2. 
Den 3. maj 2025 blev det offentliggjort, at Sønderjyske Fodbold har udnyttet købsoptionen og købt Alexander Lyng fri af sin kontrakt med Servette FC. Alexander har skrevet under på en treårig aftale med Sønderjyske, der løber frem til 30. juni 2028. Overgangen kommer efter en stærk forårssæson, hvor Lyng er startet inde i flere kampe i kvalifikationsspillet og foreløbig har spillet 22 kampe for klubben. Sønderjyske og Lyng selv fremhæver gensidig tilfredshed med forløbet og ser frem til en fortsat fælles udvikling.

## Landsholdskarriere
Alexander Lyng blev skiftet ind i det 57. min og fik debut for U18-landsholdet mod Norge den 4. september 2021 i Sundsvall, Sverige. Kampen endte 5-6 efter straffesparkskonkurrence, hvor Alexander scorede det 4. mål.
Den 7. september 2021 startede han for U18-landsholdet mod Sverige i Sundsvall, Sverige og scorede til 1-0 i det 49. min.
Alexander Lyng fik debut for U19-landsholdet mod Georgien den 21. september 2022 i Hjørring, Danmark.
Den 19. november 2023 startede Alexander for U20-landsholdet mod Sverige i Silkeborg, Danmark.

## Highlights
Se highlights med Alexander Lyng på følgende YouTube kanal: https://www.youtube.com/@peterlyng2726